# Latvijas Vieglatlētikas savienība
Łotewska Federacja Lekkoatletyczna (łot. Latvijas Vieglatlētikas savienība, LVS) – łotewska narodowa federacja lekkoatletyczna należąca do European Athletics. Siedziba znajduje się w Rydze.
Federacja powstała w 1921, a w 1923 została przyjęta do IAAF.